# اودیمور
اودیمور (به انگلیسی: Udimore) یک روستا و محله مدنی در بریتانیا است که در Rother واقع شده‌است. اودیمور ۱۱٫۷ کیلومتر مربع مساحت و ۳۶۹ نفر جمعیت دارد.